# Немофіла
Немофіла (лат. Nemophila) — рід рослин родини шорстколисті, росте на заході та південному сході США, на заході Канади та Мексики. Є близьким родичем незабудки та часто називається «американською незабудкою» або «дитячі блакитні очі» (англ. baby blue-eyes). Вирощують як декоративні рослини.

## Ботанічний опис
Немофіли - однорічні рослини, що цвітуть влітку. Стебла сланкі, до 30 см. Квітки у діаметрі досягають 4,5 см, мають п'ять пелюсток. Немофіли зазвичай фіолетового, синього, блакитного або білого кольору в залежності від виду. Насіння яйцеподібне, гладке або зморшкувате.

## Види
Рід налічує 11 видів:
- Nemophila aphylla
- Nemophila breviflora
- Nemophila heterophylla
- Nemophila kirtleyi
- Nemophila maculata
- Nemophila menziesii
- Nemophila parviflora
- Nemophila pedunculata
- Nemophila phacelioides
- Nemophila pulchella
- Nemophila spatulata

## Цікаві факти
Щороку помилуватися квітками цієї рослини з'їжджаються японці на традиційний «ханасампо».